# Out Run Europa
Out Run Europa, a volte scritto Outrun Europa, è un simulatore di guida pubblicato nel 1991 per i computer Amiga, Amstrad CPC, Atari ST, Commodore 64 e ZX Spectrum e per le console Game Gear e Master System dalla U.S. Gold. È uno dei seguiti del videogioco arcade Out Run, ma uscì soltanto per il mercato domestico, realizzato dalla Probe Software che aveva prodotto la conversione Commodore 64 del precedente Turbo Out Run. La principale novità di Out Run Europa all'interno della serie è la possibilità di guidare diversi tipi di mezzi, non soltanto automobilistici.

## Trama
A differenza di Out Run, in Out Run Europa è presente una trama vera e propria, mostrata con scenette di intermezzo. Il giocatore impersona l'agente segreto Simeon Kurtz, al quale gli agenti avversari hanno sottratto l'auto, sulla quale si trovano importanti documenti. Kurtz ruba a sua volta una motocicletta e si getta all'inseguimento dei ladri, ma lungo il percorso deve vedersela sia con la polizia, sia con altri agenti nemici. Cambiando vari mezzi di trasporto stradali o acquatici, l'inseguimento si protrae per l'Europa, partendo dall'Inghilterra e attraversando La Manica, Francia, Spagna, Mediterraneo, Italia e Germania.

## Modalità di gioco
Il giocatore deve completare un percorso lineare con visuale tridimensionale in terza persona da dietro il proprio mezzo. Il percorso è suddiviso in livelli, in ognuno dei quali si controlla un diverso tipo di veicolo:
- motocicletta;
- moto d'acqua;
- Porsche 911 bianca;
- motoscafo;
- Ferrari F40 rossa.

Nelle versioni per computer si arriva a 7 livelli dato che ciascuna delle due automobili viene utilizzata in due livelli consecutivi. Gli scenari cambiano sempre e sono caratterizzati da fondali elaborati con molti oggetti in rapido scorrimento ai lati della strada.
Tutti i mezzi si controllano allo stesso modo, con la semplice accelerata, frenata e sterzo, senza cambio marcia. Quando si pilota un mezzo di terra si ha a disposizione in quantità limitata una propulsione speciale, che permette di andare temporaneamente più veloce. I mezzi acquatici possono invece sparare razzi in quantità limitata. Si possono raccogliere ricariche di propulsione o di munizioni lungo il percorso. Nelle versioni per console anche i mezzi di terra sono dotati di attacchi (spintoni dalla moto, colpi di pistola dalle auto), ma c'è anche un'energia limitata del proprio mezzo, che si perde gradualmente subendo colpi e attacchi e può essere ricaricata raccogliendo bonus.
Per superare un livello è necessario completare il percorso entro il tempo limite, che viene prolungato se si raggiunge uno dei tre checkpoint prima dello scadere. Lungo il percorso bisogna evitare ostacoli, auto e altri mezzi neutrali, e mezzi avversari che cercano intenzionalmente di sbattere contro il protagonista. In mare può arrivare anche un elicottero nemico che bombarda dall'alto e può essere distrutto con i razzi. Essere fermati dalla polizia può causare la sconfitta a prescindere dal tempo rimasto, ma ci sono alcune possibilità di continuare.